# Княгиня Мария-Луиза (булевард в Пловдив)
Вижте пояснителната страница за други значения на Мария Луиза.
„Княгиня Мария-Луиза“ е булевард в централната част на Пловдив.
Започва от бул. „Цар Борис III Обединител“, при тунела под Централна поща се слива с ул. „Гладстон“, продължава покрай кв. „Каменица“ и „Хаджи Хасан махала“ и завършва при Централни гробища. Продължение на същия булевард е „Цариградско шосе“, който е източната входно-изходна артерия на града. В миналото двата булеварда са носили общо име „Лиляна Димитрова“.

## История
Улицата пред католическата катедрала „Свети Лудвиг“ е започвала от несъществуващия вече площад „Цар Крум“. Там се е свързвала с улиците „Отец Паисий“ и „Граф Игнатиев“. Българската княгиня Мария-Луиза, съпругата на княз Фердинанд I, умира през 1899 г. След смъртта ѝ нейният саркофаг е положен временно в католическата катедрала до изграждане на княжеска гробница. Така през първата половина на XX в. улицата пред катедралата носи нейното име. 
След 1944 г. улицата е преименувана на „Лиляна Димитрова“ – активистка на РМС, която загива при престрелка в близкия кв. „Каменица“. В началото на 1980-те се извършва ремонт, при който булевардите „Княгиня Мария-Луиза“ и „Цариградско шосе“ се превръщат в модерна артерия с 2 платна с по 3 ленти на движение и 7 пешеходни подлеза. Строителството започва през есента на 1980 г., а пусковият срок е 30 март 1983 г. Реконструкцията е с обща дължина от 4,3 км от кръстовището с булевард „Източен“ През 80-те се изгражда и подземната връзка с ул. „Гладстон“.
През 1990 г. булевардът е наречен „Независимост“ (до гробищата) и „Тракия“ (на изток), скоро след това преименувани съответно в „Княгиня Мария-Луиза“ и „Цариградско шосе“.

## Забележителности
- пешеходна зона:
  - Епископската базилика на Филипопол (бул. „Княгиня Мария-Луиза“ 2) - раннохристиянски храм, паметник на културата от национално значение и съвременен музей, открит през 2021 г.
  - Катедрала „Свети Лудвиг“ (бул. „Княгиня Мария-Луиза“ 3) - католически храм с епископски комплекс и камбанария. В храма се намира саркофагът на българската княгиня Мария-Луиза, диоцезна курия на Софийско-пловдивската епархия
  - клуб „Мария Луиза“ (бул. „Княгиня Мария-Луиза“ 15) - джаз клуб и художествена галерия
- площад „Света Петка“ при кръстовището с ул. „Петко Д. Петков“:
  - православен храм „Света Петка Нова“ (бул. „Княгиня Мария-Луиза“ 10)
  - паметник на отец Камен Вичев и свещенослужители, загинали за християнската вяра през комунистическия режим – в градинката срещу храма
  - хотел DoubleTree by Hilton (пл. „Св. Петка“ 1)
- Малката базилика на Филипопол (бул. „Княгиня Мария-Луиза“ 31) - раннохристиянски храм и музей
- кръстовище с ул. „Родопи“ (юг)
- площад „Клара Цеткин“ (север)
- съборена сграда на баня „Здравец“ и клуб „Папараци“
- кръстовище с бул. „Източен“
- площад „Свети Архангел Михаил“
- Централен гробищен парк (бул. „Княгиня Мария-Луиза“ 73)
  - православен храм „Свети Архангел Михаил“
  - католически гробища (бул. „Княгиня Мария-Луиза“ 75)
  - арменски гробища с църква „Сурп Ховханну Мъгърдич“ (Св. Йоан Кръстител) (бул. „Княгиня Мария-Луиза“ 77)
- търговски център „Полиграфия“ (бул. „Княгиня Мария-Луиза“ 72)
- кръстовища с ул. „Лев Толстой“ (юг) и „Арчарица“ (север)

## Транспорт
По бул. „Княгиня Мария-Луиза“ преминават маршрутите на автобусни линии на градския транспорт с номера 10, 21, 25, 36, 66, 93. В миналото по булеварда е преминавало трасето на тролейбусни линии 5 и 25.